# Paul Warwick
Paul Jason Warwick (* 29. Januar 1969 in Alresford, Hampshire, England; † 21. Juli 1991 in Oulton Park, Cheshire) war ein englischer Rennfahrer.

## Leben und Wirken
Warwick war von 1988 bis 1990 in der britischen Formel 3 tätig. 1988 fuhr er für das Eddie Jordan Racing Team, 1989 für Intersport Racing, 1990 für Superpower.
In der Saisonmitte 1990 verabschiedete er sich von der Formel 3 und bestritt einige Formel 3000-Rennen im Team von March. Das Auto war wenig leistungsfähig und Warwick nicht in der Lage, Leistung zu zeigen. Die Rennen, an denen er teilnahm, waren in Brands Hatch, Birmingham, Le Mans und Nagaro.
Für 1991 unterschrieb Warwick einen Vertrag bei Nigel Mansells Rennstall Madgwick, mit dem er an der Britischen Formel-3000-Meisterschaft teilnahm. Die Saison begann perfekt – mit jeweils Poleposition und Sieg in jedem Rennen.
Während der fünften Runde der Britischen Formel-3000-Meisterschaft starb Warwick bei einem Unfall beim Oulton Park International Gold Cup 1991. Das Auto kam an der berüchtigten Knickerbrook-Kurve von der Fahrbahn ab und knallte fast direkt mit zirka 224 km/h in die Außenbegrenzung. Der Wagen zerschellte und Warwick wurde herausgeschleudert. Ermittlungen ergaben, dass ein Defekt des vorderen rechten Querlenkers den Unfall verursacht hatte.
Bis zum Zeitpunkt des Unfalls hatte Warwick das Feld angeführt, deswegen wurde ihm der Sieg postum zuerkannt. Paul hatte in den bereits bestrittenen Rennen genug Punkte erzielt, um die britische Formel-3000-Meisterschaft von 1991 zu gewinnen.
Nach seinem Tod wurde von der englischen Zeitschrift Autosport ein Preis gestiftet, der den Namen „Paul Warwick Memorial Trophy“ trug und an die besten britischen Nachwuchsrennfahrer der Saison verliehen wurde. David Coulthard war 1991 der erste Preisträger.
Die Brücke am Haupteingang des Oulton Park Circuit wurde zum Andenken nach Paul Warwick benannt. Die Knickerbrook-Kurve wurde durch eine zusätzlich eingebaute Schikane verlangsamt.
Paul Warwick war der jüngere Bruder von Derek Warwick.
| Personendaten    | Personendaten                            |
| ---------------- | ---------------------------------------- |
| NAME             | Warwick, Paul                            |
| ALTERNATIVNAMEN  | Warwick, Paul Jason (vollständiger Name) |
| KURZBESCHREIBUNG | britischer Rennfahrer                    |
| GEBURTSDATUM     | 29. Januar 1969                          |
| GEBURTSORT       | Alresford, Hampshire, England            |
| STERBEDATUM      | 21. Juli 1991                            |
| STERBEORT        | Oulton-Park-Rennstrecke, Cheshire        |